# Tridactyle stevartiana
Tridactyle stevartiana är en orkidéart som beskrevs av Daniel Geerinck. Tridactyle stevartiana ingår i släktet Tridactyle och familjen orkidéer. Inga underarter finns listade i Catalogue of Life.